# Maria Pia Fusco
Maria Pia Fusco (Roma, 8 luglio 1939 – Roma, 13 dicembre 2016) è stata una sceneggiatrice e giornalista italiana.
Ha sceneggiato alcuni dei più importanti film erotici del cinema italiano.

## Biografia
Nel 1972 esordisce nel mondo del grande schermo come sceneggiatrice del film Barbablù di Edward Dmytryk, collaborando anche - sia pur non accreditata - alla colonna sonora.
Probabilmente è Salon Kitty (1976), di Tinto Brass, il film di maggior rilievo della scrittrice: a seguito dell'ottimo successo commerciale, collabora a tre film della serie di Emanuelle nera, sotto la regia di Joe D'Amato.
Ha lavorato anche nei due adattamenti cinematografici del fumetto di Bonvi diretti da Salvatore Samperi, Sturmtruppen (1976) e Sturmtruppen 2 - Tutti al fronte (1982), per poi diventare giornalista de La Repubblica.
Si distinse per essere riuscita a entrare nella mansion di Stanley Kubrick nel 1998, sfruttando l'amicizia con Ken Adam.
Muore a Roma il 13 dicembre 2016, dopo una breve malattia.

## Filmografia
- Barbablù, regia di Edward Dmytryk (1972)
- Daniele e Maria, regia di Ennio De Concini (1973)
- Gli ultimi dieci giorni di Hitler, regia di Ennio De Concini (1973)
- Salon Kitty, regia di Tinto Brass (1976)
- Emanuelle nera: Orient reportage, regia di Joe D'Amato (1976)
- Il maestro di violino, regia di Giovanni Fago (1976)
- Sturmtruppen, regia di Salvatore Samperi (1976)
- Emanuelle in America, regia di Joe D'Amato (1977)
- Emanuelle - Perché violenza alle donne?, regia di Joe D'Amato (1977)
- Sturmtruppen 2 - Tutti al fronte, regia di Salvatore Samperi (1982)